# Lins Challenger 1991
Il Lins Challenger 1991 è stato un torneo di tennis facente parte della categoria ATP Challenger Series nell'ambito dell'ATP Challenger Series 1991. Il torneo si è giocato a Lins in Brasile dal 29 luglio al 4 agosto 1991 su campi in terra rossa.

## Vincitori

### Singolare
Nicolás Pereira ha battuto in finale  Luis Lobo con il punteggio di 2–6, 6–3, 7–6

### Doppio
Ricardo Acioly /  Mauro Menezes hanno battuto in finale  Eduardo Furusho /  João Zwetsch con il punteggio di 2–6, 7–5, 7–5